# Festival slovenskega filma 2008
11. Festival slovenskega filma (FSF) je potekal od 22. do 25. oktobra 2008 v Portorožu pod geslom »Na istem bregu«. Direktor festivala je bil Samo Rugelj, selektor pa že četrto leto zapored Jože Dolmark. Predvajanih je bilo 58 filmov (42 v tekmovalnem in 16 v preglednem programu). Na razpis za 11. FSF je bilo prijavljenih nekoliko več kot 70 filmov.

## Nagrade
Podelitev nagrad (z izjemo Badjurove), ki je potekala 25. oktobra v portoroškem Avditoriju, sta povezovala Primož Ekart in Blažka Müller Pograjc, za glasbo pa so poskrbeli Same babe in Katja Šulc.

### Vesne
Strokovno žirijo 11. FSF-ja, ki je izbrala prejemnike vesen, so sestavljali Miha Hočevar, predsednik, Demeter Bitenc, Marko Crnkovič in Mateja Valentinčič.
Nagrade vesna se nujno oz. v vsakem primeru podelijo v 8 glavnih kategorijah: celovečerni film (igrani, dokumentarni ali animirani), kratki film (igrani, dokumentarni ali animirani), režija, scenarij, glavna ženska vloga, glavna moška vloga, stranska ženska vloga in stranska moška vloga. Strokovna žirija lahko podeli še nagrade vesna za posebne dosežke na naslednjih tehničnih področjih: montaža, scenografija, kostumografija, animacija, maska, ton, fotografija in glasba. Vesni za kostumografijo in ton nista bili podeljeni.
| Kategorija                      | Prejemnik                                  |
| ------------------------------- | ------------------------------------------ |
| najboljši celovečerni film      | Pokrajina št. 2 (r. Vinko Möderndorfer)    |
| najboljši kratki film           | Vem (r. Jan Cvitkovič)                     |
| najboljša režija                | Vinko Möderndorfer (Pokrajina št. 2)       |
| najboljši scenarij              | Feri Lainšček in Metod Pevec (Hit poletja) |
| najboljša glavna ženska vloga   | Marjuta Slamič (Za vedno; vloga Tanje)     |
| najboljša glavna moška vloga    | Evgen Car (Vučko)                          |
| najboljša stranska ženska vloga | Maja Martina Merljak (Pokrajina št. 2)     |
| najboljša stranska moška vloga  | Bojan Emeršič (Hit poletja)                |
| najboljši animirani film        | Čikorja an' kafe (r. Dušan Kastelic)       |
| najboljša montaža               | Jurij Moškon (Za vedno)                    |
| najboljša scenografija          | Dušan Milavec (Pokrajina št. 2)            |
| najboljša maska                 | Alenka Nahtigal (Sonja)                    |
| najboljša fotografija           | Dušan Joksimovič (Pokrajina št. 2)         |
| najboljša glasba                | Borut Kržišnik (Pokrajina št. 2)           |
| nagrada za posebne dosežke      | Mala apokalipsa (r. Alvaro Petricig)       |

### Ostale nagrade
| Nagrada | Prejemnik                                |
| --- | ---------------------------------------- |
| nagrada Metod Badjura za življenjsko delo (žirija: Dunja Klemenc, Roman Končar in Sreten Živojinović)               | Milan Ljubić                             |
| Kodakova nagrada za najboljšo kamero                                                                                | Simon Tanšek (Ljubezen in drugi zločini) |
| nagrada Sveta filma za najboljši študentski film                                                                    | Vučko (r. Matevž Luzar)                  |
| nagrada občinstva                                                                                                   | Prehod (r. Boris Palčič)                 |
| nagrada žirije Društva slovenskih filmskih kritikov (Zdenko Vrdlovec, predsednik, Joe Valenčič in Saška Goropevšek) | Lajf (r. Vito Taufer)                    |
| Stopova igralka leta                                                                                                | Marjuta Slamič (Za vedno)                |
| Stopov igralec leta                                                                                                 | Renato Jenček (Lajf)                     |

Stopovo žirijo so sestavljali Karpo Godina, Maja Weiss, predsednica, in Miha Brun. Za naziv Stopova igralka in igralec leta so se potegovali igralci iz filmov Pokrajina št. 2, Hit poletja, Morje v času mrka, Videvanje Van Gogha, Nikoli nisva šla v Benetke, Realnost, Lajf, Za vedno in Prehod.

## Filmi

### Tekmovalni program

#### Celovečerni filmi
| #              | Film                                                                                        | Angleški naslov                                        | Režiser                  | Zvrst           | Leto |
| -------------- | ------------------------------------------------------------------------------------------- | ------------------------------------------------------ | ------------------------ | --------------- | ---- |
| 1.             | Dar Fur – Vojna za vodo                                                                     | Dar Fur – War for Water                                | Tomo Križnar, Maja Weiss | dokumentarni    | 2008 |
| 2.             | Hit poletja                                                                                 | Summer Hit                                             | Metod Pevec              | igrani          | 2008 |
| 3.             | Lajf                                                                                        | Life                                                   | Vito Taufer              | igrani          | 2008 |
| 4.             | Morje v času mrka                                                                           | The Sea at the Time of the Eclipse                     | Jure Pervanje            | igrani          | 2008 |
| 5.             | Nikoli nisva šla v Benetke                                                                  | We've Never Been to Venice                             | Blaž Kutin               | igrani          | 2008 |
| 6.             | Otroci                                                                                      | Letter to a Child                                      | Vlado Škafar             | dokumentarni    | 2008 |
| 7.             | Pokrajina št. 2                                                                             | Landscape No. 2                                        | Vinko Möderndorfer       | igrani          | 2008 |
| 8.             | Prehod                                                                                      | Transition                                             | Boris Palčič             | igrani          | 2008 |
| 9.             | Realnost                                                                                    | Reality                                                | Dafne Jemeršič           | igrani          | 2008 |
| 10.            | Veter se požvižga                                                                           | The Wind Pays No Regard                                | Filip Robar Dorin        | dokumentarni    | 2008 |
| 11.            | Videvanja Van Gogha                                                                         | Seeing Van Gogh                                        | Mladen Jernejec          | igrani          | 2008 |
| 12.            | Za konec časa                                                                               | For the End of Time                                    | Ema Kugler               | eksperimentalni | 2008 |
| 13.            | Za vedno                                                                                    | Forever                                                | Damjan Kozole            | igrani          | 2008 |
| Koprodukcijski |                                                                                             |                                                        |                          |                 |      |
| 14.            | Ljubav i drugi zločini ('Ljubezen in drugi zločini')                                        | Love and Other Crimes                                  | Stefan Arsenijević       | igrani          | 2008 |
| 15.            | Svetat e golyam i spasenie debne otvsyakade / Svet je velik in rešitev se skriva za vogalom | The World Is Big and Salvation Lurks Around the Corner | Stefan Komandarev        | igrani          | 2008 |
| 16.            | Turneja                                                                                     | The Tour                                               | Goran Marković           | igrani          | 2008 |

#### Srednjemetražni filmi
| #  | Film            | Angleški naslov  | Režiser         | Zvrst        | Leto      |
| -- | --------------- | ---------------- | --------------- | ------------ | --------- |
| 1. | Mala apokalipsa | Minor Apocalypse | Alvaro Petricig | dokumentarni | 2008      |
| 2. | Pirandello      | Pirandello       | Igor Vrtačnik   | igrani       | 1996–2008 |
| 3. | Sonja           | Sonia            | Janez Burger    | igrani       | 2007      |

#### Kratki filmi
| #  | Film                  | Angleški naslov                 | Režiser                        | Zvrst     | Leto       |
| -- | --------------------- | ------------------------------- | ------------------------------ | --------- | ---------- |
| 1. | Čikorja an' kafe      | Chicory 'n' Coffee              | Dušan Kastelic                 | animirani | 2008       |
| 2. | En glažek ali' pa dva | One Drink or Two                | Koni Steinbacher               | animirani | 1982, 2008 |
| 3. | Every Breath You Take | Every Breath You Take           | Igor Šterk                     | igrani    | 2007       |
| 4. | Paco in Igor          | The Adventures of Paco and Igor | Gregor Andolšek, Ivan Tobalina | igrani    | 2008       |
| 5. | Smrt                  | The Death                       | Mitja Manček                   | animirani | 2008       |
| 6. | Vem                   | I Know                          | Jan Cvitkovič                  | igrani    | 2007       |
| 7. | Vsakdan ni vsak dan   | Everyday Is Not the Same        | Martin Turk                    | igrani    | 2008       |
| 8. | Vučko                 | Wolfy                           | Matevž Luzar                   | igrani    | 2007       |
| 9. | Zelo preprosta zgodba | A Very Simple Story             | Miha Mazzini                   | igrani    | 2008       |

#### Študentski filmi
Filmi študentk in študentov AGRFT-ja ter Šole uporabnih umetnosti Famul Stuart
| #   | Film                            | Angleški naslov              | Režiser             | Dolžina in zvrst             | Leto |
| --- | ------------------------------- | ---------------------------- | ------------------- | ---------------------------- | ---- |
| 1.  | 10 minut proti celemu življenju | 10 Minutes vs. a Whole Life  | Matic Grgič         | kratki igrani                | 2008 |
| 2.  | AgapE                           | AgapE                        | Slobodan Maksimović | kratki igrani                | 2007 |
| 3.  | Amor magister optimus           | Love Is the Greatest Teacher | Žiga Virc           | kratki dokumentarni          | 2007 |
| 4.  | Bordo rdeča                     | Burgundy Red                 | Nejc Gazvoda        | kratki igrani                | 2007 |
| 5.  | Dedek mraz                      | Grandpa Frost                | Darko Sinko         | kratki igrani                | 2007 |
| 6.  | Družina                         | The Family                   | Rok Biček           | srednjemetražni dokumentarni | 2007 |
| 7.  | Goslač                          | The Fiddler                  | Matej Kolmanko      | kratki igrani                | 2007 |
| 8.  | Klepet s Piko                   | A Chat With Pika             | Jernej Kastelec     | kratki igrani                | 2007 |
| 9.  | Osa                             | The Wasp                     | Kaja Tokuhisa       | kratki igrani                | 2007 |
| 10. | Proti oknu                      | Against the Window           | Barbara Zemljič     | kratki igrani                | 2007 |
| 11. | Šah mat                         | Checkmate                    | Miha Šubic          | kratki igrani                | 2007 |
| 12. | Srce je žalostno                | The Heart Is Sad             | Milena Olip         | kratki igrani                | 2007 |
| 13. | To je Slovenija                 | This Is Slovenia             | Urša Menart         | kratki igrani                | 2007 |
| 14. | Embrio                          | Embrio                       | Boris Dolenc        | kratki igrani                | 2007 |

### Pregledni program
| #   | Film                                | Angleški naslov                            | Režiser                                                                             | Dolžina         | Zvrst        | Leto      |
| --- | ----------------------------------- | ------------------------------------------ | ----------------------------------------------------------------------------------- | --------------- | ------------ | --------- |
| 1.  | Fabiani : Plečnik                   | Fabiani vs. Plečnik                        | Amir Muratović                                                                      | celovečerni     | dokumentarni | 2006/2008 |
| 2.  | Ivana Kobilca − portret slikarke    | Ivana Kobilca − A Portrait of a Painter    | Marta Frelih                                                                        | celovečerni     | igrano-dok.  | 2007/2008 |
| 3.  | Srebrna ptica                       | The Silver Bird                            | Aleš Ferenc                                                                         | celovečerni     | igrani       | 2008      |
| 4.  | Tošl                                | The Wallet                                 | Darko Štante, Domen Neffat, Gregor Pavli, Jerneja Žuran, Nataša Sirnik, Rok Klemenc | celovečerni     | igrani       | 2007      |
| 5.  | Transatlantik 05                    | Transatlantic 05                           | Igor Vrtačnik                                                                       | celovečerni     | igrano-dok.  | 2007/2008 |
| 6.  | Breze, morje in neskončno           | The Birches, the Sea and Infinity          | Zdravko Pečenko                                                                     | srednjemetražni | igrano-dok.  | 2007–2008 |
| 7.  | Dišalo je po jazzu                  | Scent of Jazz                              | Katarina Šedlbauer                                                                  | srednjemetražni | dokumentarni | 2007      |
| 8.  | Drugisvet                           | Another World                              | Katja Colja                                                                         | srednjemetražni | igrano-dok.  | 2008      |
| 9.  | Glasnik slovenske brežine           | The Messenger of Slovenian Shores          | Jurij Gruden                                                                        | srednjemetražni | dokumentarni | 2008      |
| 10. | Lahinja: rečne zgodbe vodnega kroga | Lahinja – Stories of the River Water Cycle | Vasja Mihelčič                                                                      | srednjemetražni | igrano-dok.  | 2008      |
| 11. | Občutek za veter                    | Feel for the Wind                          | Maja Weiss                                                                          | srednjemetražni | dokumentarni | 2008      |
| 12. | Posnetek od blizu                   | Dubravka Tomšič: Close-Up                  | Martin Srebotnjak                                                                   | srednjemetražni | dokumentarni | 2007      |
| 13. | Tristo kosmatih                     | 300 Bearded                                | Zoran Grabarac                                                                      | srednjemetražni | dokumentarni | 2008      |
| 14. | Usode                               | Destinies                                  | Milan Ljubić                                                                        | srednjemetražni | igrano-dok.  | 2007      |
| 15. | Zadnja kino predstava               | The Last Film Show                         | Milan Ljubić                                                                        | srednjemetražni | igrano-dok.  | 2007      |
| 16. | Gastarbajterji                      | Migrant Workers                            | Nataša Sienčnik, Stefan Kreuzer, Nino Leitner                                       | kratki          | dokumentarni | 2007      |